# Рахимжанов, Миржан Бейбутович

## Карьера
Боксёр из города Семей  бокса. Начал заниматься боксом в 1999 году, под руководством тренера Куата Кудайбергенова (талантливый и честный тренер, много было учеников бойцов, многим не дали выйти), а в 2002 году перешел под руководство Заслуженного тренера по боксу Берикказы Сулейменова.
Финалист чемпионата Казахстана среди молодежи 2002 года и Чемпион Казахстана среди взрослых 2004года, в весе 48 кг.
Победитель и призёр многих международных и региональных турниров.
На последнем лицензионном турнире в Пакистане в 2004 году завоевал путёвку на Летние Олимпийские игры 2004. На Олимпиаде, выступая в категории до 51 кг, в первом туре выиграл у пуэрториканца Джозефа Серрано (42-23), во втором круге в упорном бою уступилроссиянину Георгию Балакшину и завершил свое выступление.
В 2005 году выиграл Чемпионат мира среди военнослужащих в весе 54 кг.
На чемпионате Азии завоевал звание «Упорного бойца» в категории до 54 кг. Китай Пекин
Призер чемпионата Азии 2007г в весе 56 кг.                             
Призер кубка мира 2005г Москва. Закончил спортивную карьеру в 2012 г.